# 성장물

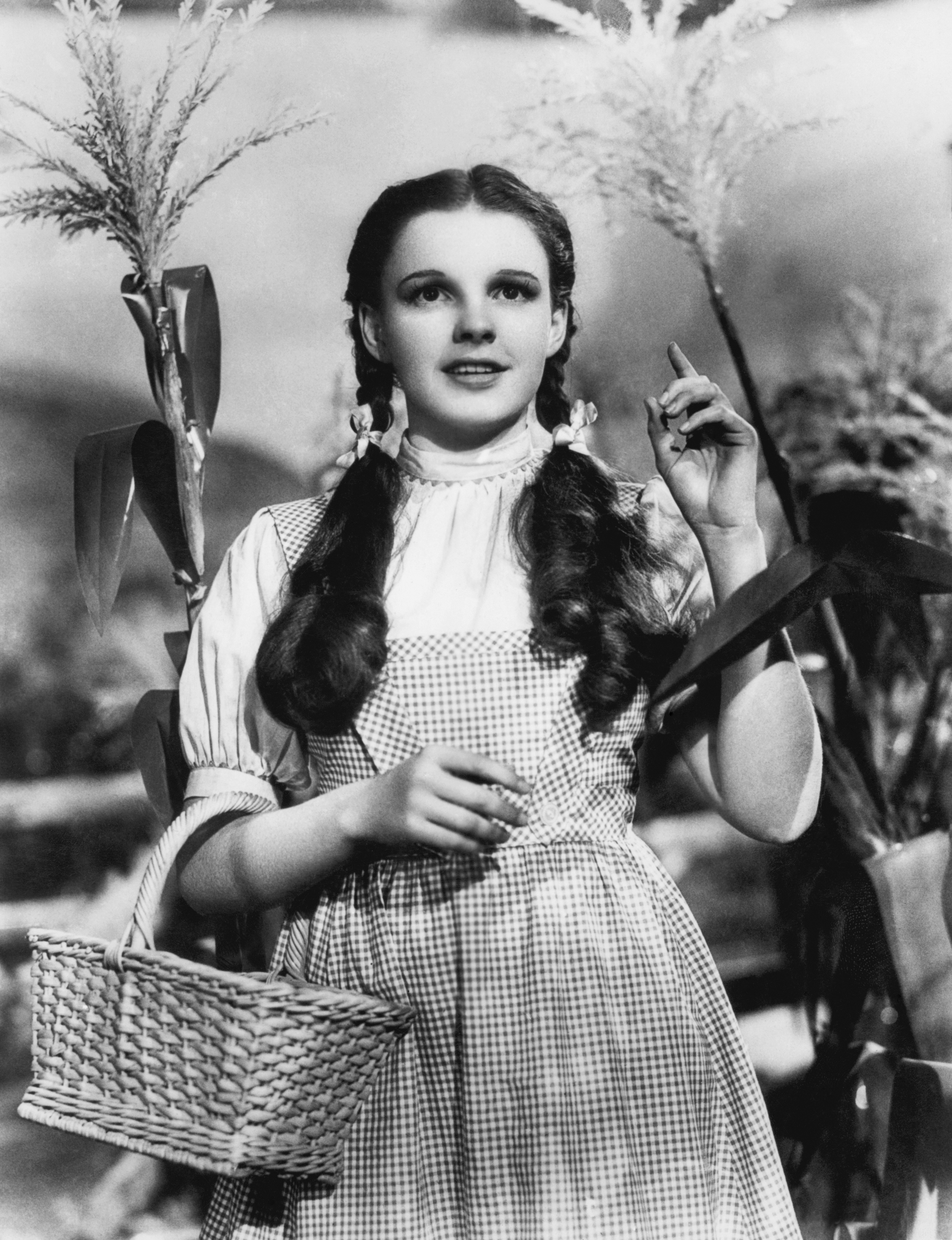
1939년 영화 《오즈의 마법사》에서 내적 성장을 이루는 도로시 역을 연기한 주디 갈런드

성장물(영어: coming-of-age story)은 문학, 연극, 영화, 비디오 게임 등에서 주인공이 성인으로 성장하는 과정에 주목하는 장르이다. 성장물은 인물의 행동보다는 대사나 독백을 강조하고 자주 과거 시점에서 사건을 진행한다. 성장물의 주제는 주로 청소년이다. 성장물의 줄거리는 주연 내 감정의 변화와 연관되는 것이 특징이다.